# حیدرآباد (زابل)
حیدرآباد، روستایی در دهستان حیدرآباد بخش مرکزی شهرستان زابل در استان سیستان و بلوچستان ایران است. این روستا، مرکز دهستان حیدرآباد است.
در این روستا طایفه‌های پردل، میربهاالدین، دلارامی، اوکاتی، میرالهی‌میر، قوچی و عابدی زندگی می‌کنند.

## جمعیت
بر پایه سرشماری عمومی نفوس و مسکن در سال ۱۳۹۵، جمعیت این روستا برابر با ۷۴۰ نفر (۲۱۷ خانوار) بوده‌است.